# Yokcushlu
Yokcushlu, conocida como Fuegia Basket (Tierra del Fuego, c. 1821-Íb., c. 1883), fue una nativa kawésqar de Tierra del Fuego. Es conocida por haber sido tomada como cautiva en 1830 por Robert FitzRoy, capitán del HMS Beagle, junto a otros tres indígenas fueguinos. Fue llevada a Inglaterra, donde conoció a figuras destacadas de la ciencia y miembros de la realeza. Luego de vivir un tiempo en ese país, volvió a Tierra del Fuego a bordo de la segunda expedición del Beagle, en la que también viajó Charles Darwin.

## Secuestro
Yokcushlu era miembro de una familia kawésqar que vivía en la zona occidental de Tierra del Fuego. A comienzos de 1830, el bergantín inglés HMS Beagle pasó por la zona donde ella vivía, inspeccionando los canales fueguinos. Después de que un bote utilizado para esta tarea fue presuntamente robado por un grupo kawésqar, el capitán del Beagle, FitzRoy, tomó cautivos a un grupo de ellos, con el fin de negociar la devolución del bote. Las escaramuzas entre los tripulantes del Beagle y los habitantes del lugar duraron varias semanas, durante las cuales algunos rehenes lograron escapar y otros fueron capturados. FitzRoy afirmó que mantuvo como rehén a Yokcushlu, de tan solo nueve años, porque parecía feliz y saludable, y porque deseaba enseñarle inglés. Su carisma la convirtió en una persona popular a bordo del Beagle. Fue nombrada Fuegia Basket, en referencia a la pequeña e improvisada embarcación, con forma de canasta, que construyeron los miembros de la expedición a quienes les robaron el bote.
Además de Yokcushlu, durante el primer viaje del Beagle también fueron hechos cautivos Elleparu (York Minster), de 26 años; Boat Memory, de 20 años; y Orundellico (Jemmy Button), de 14 años. Los nombres fueron asignados a partir de anécdotas del viaje, y las edades fueron estimadas por los captores. FitzRoy decidió llevar a los cuatro cautivos a Inglaterra, educarlos bajo las costumbres europeas, instruirlos en la religión cristiana y devolverlos a Tierra del Fuego para actuar como "ejemplos morales" ante su propia gente y como intérpretes para las expediciones inglesas. Durante el viaje a Inglaterra, los cautivos fueron vacunados contra la viruela en Montevideo. Allí, Yokcushlu se quedó con una familia inglesa, mientras que los cautivos hombres permanecieron con FitzRoy.

## Vida en Inglaterra
Poco después de llegar a Inglaterra, Boat Memory enfermó de viruela. Él y el resto de los cautivos, incluida Yockushlu, fueron internados en el Hospital Naval de Plymouth, donde Boat Memory murió. Yokcushlu fue expuesta también al sarampión para que ganara inmunidad.
FitzRoy quedó a cargo de la manutención y educación de los tres cautivos sobrevivientes. Junto con Elleparu y Orundellico, Yokcushlu comenzó a tomar clases con un maestro de escuela y su esposa en Walthamstow. Yokcushlu fue quien mejor y más rápidamente aprendió el idioma y otras materias. Durante los meses siguientes, Yokcushlu, Elleparu y Orundellico conocieron a personas importantes de Inglaterra, entre las que se encontraban conocidos de FitzRoy, científicos y miembros de la realeza, incluyendo al Rey Guillermo IV y a la reina Adelaida. Esta última quedó fascinada con Yokcushlu, y le dio un sombrero, un anillo y algo de dinero. Si bien FitzRoy no trató en general a sus cautivos como especímenes científicos, los sometió a un examen frenológico. Esto le hizo creer que Yokcushlu era quien con mayor probabilidad se convertiría en un miembro útil de la sociedad.
En 1831 FitzRoy decidió devolver a los cautivos a su lugar de origen. Aprovechando el segundo viaje del Beagle, a fines de ese año los embarcó en la expedición, con el objetivo de dejarlos en las costas de Tierra del Fuego. Yokcushlu dejó Inglaterra a bordo del Beagle el 27 de diciembre de 1831.

## Segundo viaje del HMSBeagle
Durante el viaje, Elleparu señalaba a Yokcushlu como su prometida, a pesar de que ella parecía preferir a Orundellico. Durante la estadía de tres meses en Río de Janeiro, Yokcushlu vivió con una familia a cuyos hijos enseñaba inglés, mientras ella aprendía portugués. Luego aprendió español durante la estadía en Montevideo. Charles Darwin, por entonces un joven naturalista de poco más de veinte años, viajaba también a bordo del Beagle. En su diario de viaje, dedicó varios pasajes a describir y contar anécdotas de Yockushlu y Orundellico. Describió a Yokcushlu como una chica modesta que tenía facilidad para el aprendizaje, y en especial para los idiomas. Al llegar a Tierra del Fuego, el mal clima impidió que FitzRoy llegara a la parte del país donde vivían Yokcushlu y Elleparu, por lo que los dejó en la región donde vivía Orundellico. Junto a ellos se quedó el religioso Richard Matthews, enviado para establecer una misión. Pocos días más tarde, sin embargo, FitzRoy decidió llevarse a Matthews, dado que juzgó que era demasiado peligroso para él permanecer en Tierra del Fuego.

## Regreso a Tierra del Fuego
Al llegar a su territorio natal, Yokcushlu vivió con Elleparu, hasta que este fue asesinado en represalia por matar a un hombre. Fue reconocida por varios marineros británicos que pasaron por la zona en la década de 1840. Al escuchar el informe de uno de esos encuentros con un buque foquero, Darwin expresó preocupación por la posibilidad de que Yokcushlu hubiera muerto a bordo. Joseph Dalton Hooker le dijo a Darwin que esta noticia le había causado tristeza.
Sin embargo, varias décadas después, en 1873, Yokcushlu visitó la misión de Ushuaia en el Canal Beagle durante varios días. A pesar de haber olvidado gran parte de su inglés, le contó al misionero Thomas Bridges las circunstancias de la muerte de Elleparu, y también recordó su tiempo en el Beagle y en Londres. Bridges invitó a Yokcushlu a vivir en la misión, pero ella prefirió regresar con sus dos hijos. Cuando Bridges visitó la región occidental de Tierra del Fuego en 1883, encontró a Yokcushlu cerca del final de su vida.

## Homenajes
Una calle en la ciudad de Ushuaia lleva el nombre de Fuegia Basket.

## En la literatura
Eduardo Belgrano Rawson tituló Fuegia a su novela histórica de 1991 que trata, entre otros temas, sobre las relaciones entre los británicos y los fueguinos. Si bien los personajes de dicha novela son ficticios, el texto está precedido por una dedicatoria en memoria de "Fuegia Basket, Jemmy Button, York Minster y Boat Memory, que fueron una vez a Inglaterra".